# Deinostratos
Deinostratos (griechisch Δεινόστρατος, * ca. 390 v. Chr.; † ca. 320 v. Chr.) war ein griechischer Mathematiker und Geometer und Bruder von Menaichmos. Er ist dadurch bekannt, dass er die Quadratrix des Hippias zur Lösung des Problems der Quadratur des Kreises entwickelte (Satz des Dinostratos).
Aus einer Erwähnung von ihm und Menaichmos im Euklid-Kommentar von Proklus geht hervor, dass er Mitte des 4. Jahrhunderts v. Chr. lebte und wahrscheinlich mit der Akademie von Plato in Athen verbunden war.
Er wird auch Dinostratos zitiert oder in latinisierter Form Dinostratus.

## Leben und Werk
Deinostratos’ Hauptbeitrag zur Mathematik war seine Lösung der Quadratur des Kreises. Um dieses Problem zu lösen, nutzte Deinostratos die Trisektrix von Hippias von Elis, die dann später – nachdem Deinostratos das Problem gelöst hatte – als Quadratrix bekannt wurde. Hippias benutzte die Kurve für die Dreiteilung des Winkels, einem der drei klassischen ungelösten Probleme der griechischen Mathematik, bei denen sich abzeichnete, dass sie nicht allein mit den klassischen Methoden Zirkel und Lineal gelöst werden konnten. Deinostratos war einer von mehreren griechischen Mathematikern, die das Problem der Kreisquadratur, einem anderen der drei klassischen Probleme, mit Methoden lösen wollten, die über die Verwendung ausschließlich von Zirkel und Lineal hinausgingen. Es war den Griechen aber auch klar, dass dies eigentlich ihren Prinzipien der Behandlung der Geometrie ausschließlich mit Zirkel und Lineal widersprach. Über 2000 Jahre später sollte erst bewiesen werden, dass die Quadratur des Kreises unmöglich ist, wenn man nur Lineal und Zirkel benutzt.
Die Lösung von Deinostratos war wohl diejenige, die Pappos in seiner Sammlung (Buch 4, 30) angibt. Pappos ist auch die Hauptquelle für Deinostratos' Lösung der Quadratur des Kreises. Der Satz des Deinostratos wird bei Pappos durch einen Widerspruchsbeweis gegeben. Das wäre dann einer der frühesten Nachweise der Verwendung des Widerspruchsbeweises bei den Griechen, eine Beweismethode, die Euklid viel benutzte. Pappos und Sporus von Nikaia kritisierten diesen Beweis unter anderem mit dem Argument, dass er die Kenntnis der Kreiszahl Pi voraussetze.